# タロン (カメラ)
タロン（英: Taron) は、かつて日本光測機製作所（現：株式会社柳原コーポレーション）から発売されていたカメラブランド。

## 沿革
- 1949年 - 東京都大田区入新井（現中央3丁目）に「柳原とし製作所」を開設。創業者は柳原多三郎[1]。
- 1951年 - 精密機械工場を開設。同年6月、大田区入新井にNKSシャッターを製造する「柳原製作所」を設立。
- 1953年 - 日本光測機工業株式会社として事業を再編。
- 1955年 - タロンシリーズの製造を開始。オートマット35㎜カメラ、タロン1型を販売。
- 1959年 - 株式会社タロンに社名変更。
- 1960年 - カメラ部門を縮小。電機部門を設立。
- 1972年 - 全株式をソニーに売却（カメラ事業から撤退）。印刷事業を経て、現在は、不動産業を営む株式会社柳原コーポレーションとなっている。

## 発売されていたカメラ一覧

### 126フィルム
- Taromatic F

### 35mmハーフフレーム
- Chic

### 35mm ファインダー
- Taron JL
- Auto JE

### 35mm距離計
- Taron 35, also sold as the Fodor 35 by Fodor
- Amica Eyelux
- Taron 35 II
- Taron 35 III or MX
- Taron VR and Taron VR-II
- Taron V18 and Supra V18
- Supra PR and Taron PR
- Taron VL (f2.8 and 1.8)
- Taron Eye
- Eyemax
- Taron Marquis
- Promaster
- Rival
- Taron RR
- Taron VIC
- Taron Auto EE
- UNIQUE
- Electro 1000
- Auto EL

### 6×6 TLR
- Taroflex

### レンズ
- Roico Anastigmat 60mm f/3.5、3 エレメント、Roico

## 逸話
- タロンという名前の由来は、二眼レフ・タローフレックスのタローに運（うん）を付け、またキャノン、ニコンに負けない運（うん）の強いメーカーになるようにという主旨であった。
- レンズメーカーのタムロンの社名の由来は、同社の開発者の田村右兵衛の名前に由来しているが、当時レンズの供給先であったタロンにも由来があるとされている[2]。